# Sopa paraguaya
La sopa paraguaya es una preparación sólida en forma de bizcochuelo salado de harina de maíz, huevo, agua, leche, cebolla y queso Paraguay. Es herencia de la cocina mestiza cario guaraní-española y es tradicional de la gastronomía de Paraguay. 

## Historia y origen

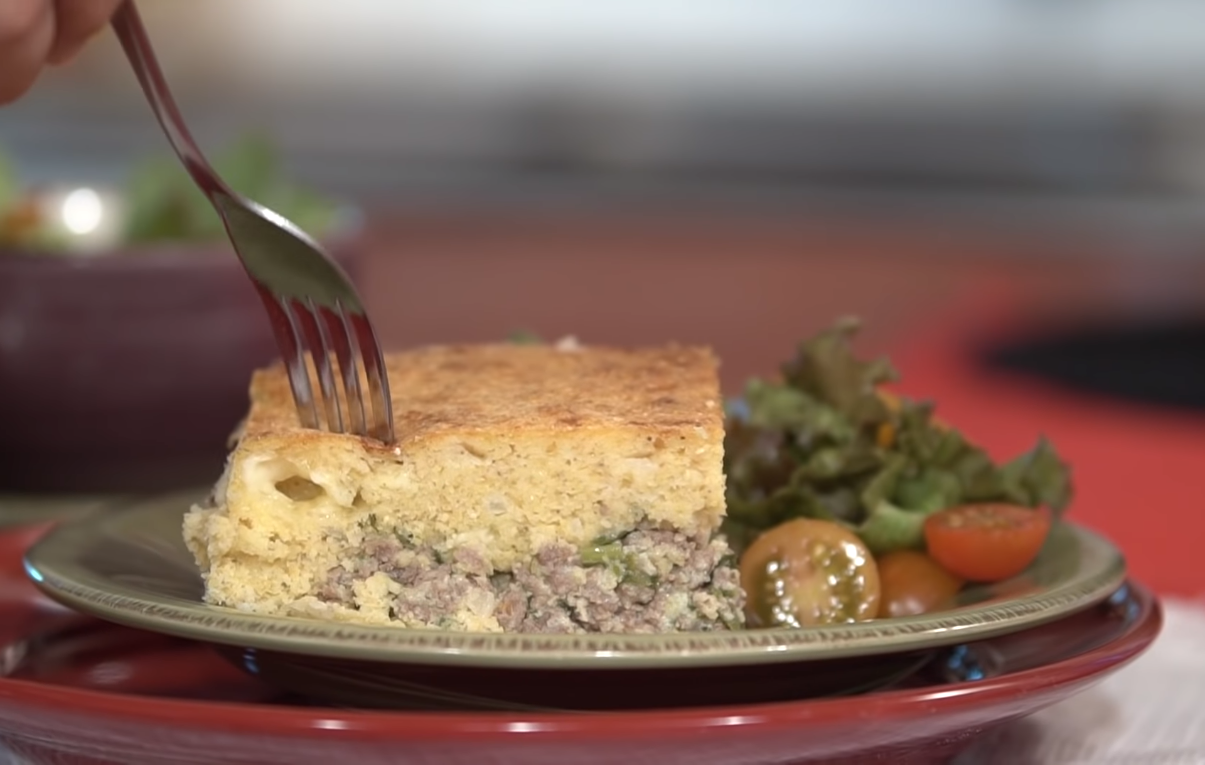
Sopa so'o, con relleno de carne.

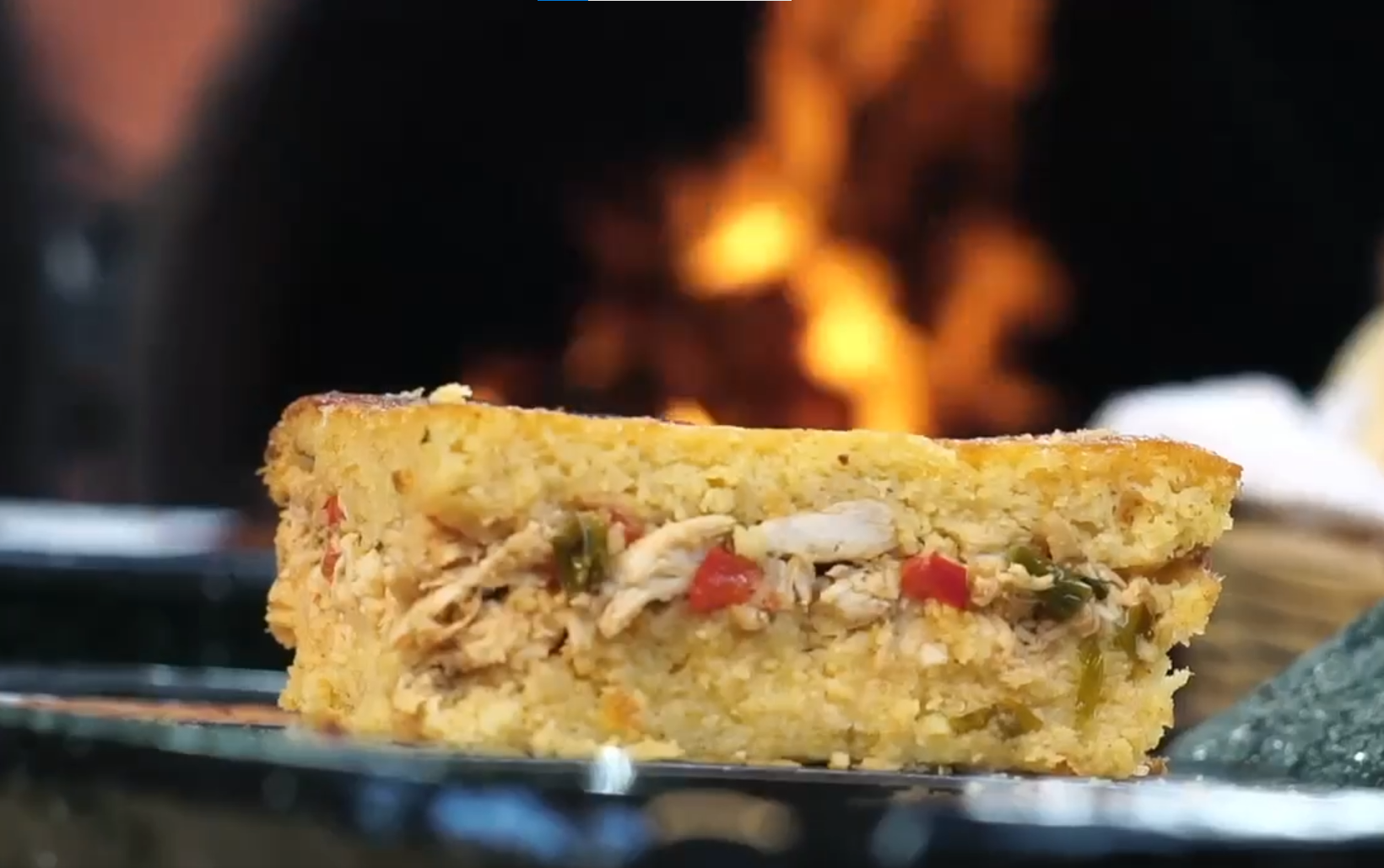
Sopa ryguasu, con relleno de pollo.

Existe la idea equivocada de nombrar a la gastronomía paraguaya como "gastronomía guaraní". La gastronomía paraguaya nace de la fusión de la culinaria española y la cocina cario-guaraní, que se desarrolló por influencias de los padres franciscanos, los españoles y los criollos asuncenos, el cual tuvo lugar en Asunción y sus alrededores. Pueblos como Tobatí, Atyrá, Altos, Areguá, Ypané, Guarambaré, Itá y Yaguarón son ejemplos vivos de cómo la cultura paraguaya se desarrolló fuera y lejos de la influencia mercantil de los jesuitas. Cuando los jesuitas fueron expulsados en 1767, los nativos volvieron a su hábitat natural (la selva misionera) mas no fueron a Asunción y su zona de influencia para educar o enseñar, prueba de ello es la extinción de la cerámica jesuita y no así la franciscana que sigue viva en Itá, Areguá y Tobatí.
La cocina base de los cario-guaraníes consistía en la caza, la pesca, sus cultivos de granos, sus técnicas y métodos de cocción así como los utensilios que elaboraban. Los primeros antecedentes del sincretismo cario-guaraní español tuvieron lugar en la época de la fundación de Asunción y alrededores, donde posteriormente se fundaron las reducciones franciscanas de Altos, Atyrá, Guarambaré, Itá, etc. En la Gobernación del Paraguay se circunscribía una jurisdicción católica llamada «Provincia Paraguaria». Esta provincia, entonces dependiente del Virreinato del Perú, abarcaba las regiones de Paraguay, Argentina, Uruguay y partes de Bolivia, Brasil y Chile (entre 1604 y 1617). Desde 1617, la Provincia Paraguaria fue desmembrada a la Gobernación del Río de la Plata y la Gobernación del Paraguay, quedando así bajo la jurisdicción de esta última. Posteriormente esta región pasó a pertenecer al efímero Virreinato del Río de la Plata (1776-1810). La cultura desarrollada en el Gran Paraguay fue muy fuerte, ya que los guaraníes fueron usados por los conquistadores y los evangelizadores como intermediarios con otros pueblos amerindios. Por estos motivos, la cultura paraguaya que caracteriza a Asunción se conservó fuerte en esta zona, y a su vez se extendió hacia zonas donde más tarde se introdujo el ganado vacuno, con la fundación de Corrientes en 1588, la ciudad más antigua del NEA.
En las bitácoras (de viajeros como el alemán Ulrico Schmidl) y en los registros históricos de la época virreinal aparece en varios párrafos que los carios guaraníes (tribu que habitaba la zona de Asunción) preparaban tortas y panes a base de mandioca, maíz y choclo dulce mezclados con grasa animal, conocidos como "mbuyapé" ("pan" en guaraní). La alimentación cario-guaraní fue complementada con alimentos criollos que aportaron consigo los españoles desde el Viejo Continente. Esto se debió a la introducción del ganado vacuno en 1556, y a partir de estos se obtenían «nuevos» alimentos tales como: carne de res y oveja, leche, huevos, quesos, etc. De esta manera, las comidas con ingredientes de la base gastronómica cario-guaraní (maíz, mandioca, zapallo, batata, etc.) se entremezclaron con ingredientes traídos por los españoles (carne, leche, quesos, huevos, etc.). Dicha unión dio lugar a comidas que se han consumido desde esa época virreinal hasta la actualidad. Fue en este contexto donde se originó la receta de los platos típicos paraguayos que tienen como ingredientes base la mandioca, maíz, queso, leche y carne vacuna.

## Variantes
Para la receta tradicional de sopa paraguaya se utilizan cebolla, agua, sal gruesa, grasa de cerdo, huevos, queso fresco, harina de maíz (no polenta), leche cuajada o natural, y nata de leche. Otras variantes, como la denominada "sopa paraguaya de estancia" o "sopa paraguaya Don Carlos" utilizan prácticamente los mismos ingredientes, variando fundamentalmente las cantidades para dar a la pasta mayor o menor consistencia y hacerla más o menos grasienta, conforme al gusto de los comensales.
También está la versión con relleno de carne (sopa so'o) o relleno de pollo (sopa ryguasú), sazonado con pimientos rojos.[cita requerida] La misma versión con relleno de pollo  es conocido como «sopa correntina» en la provincia de Corrientes, Argentina.